# Friedrich-August-Hütte (Langkofelgruppe)
Die Friedrich-August-Hütte (italienisch Rifugio Friedrich August) ist eine private Schutzhütte in der Langkofelgruppe in den Dolomiten. Sie befindet sich im Gemeindegebiet von Campitello di Fassa im Trentino, Italien.

## Lage und Beschreibung
Die Hütte ist vom Sellapass in etwa 40 Minuten Fußweg zu erreichen, dabei müssen nur 120 Höhenmeter überwunden werden. Von der Friedrich-August-Hütte gelangt man über den Friedrich-August-Weg zur Plattkofelhütte, dieser Weg ist ein Teil der beliebten Plattkofelumrundung. Nur 10 Gehminuten von der Hütte entfernt liegt die Bergstation der Col-Rodella-Seilbahn.
Die Hütte wird privat geführt und die Eigentümer betreiben auch ökologische Viehzucht, so wird das schottische Hochlandrind und Ziegen der Vallesi-Rasse gezüchtet.

## Geschichte
König Friedrich August von Sachsen wanderte im 19. Jahrhundert gerne am Langkofel, und ließ den nach ihm benannten Weg 1911 von der österreichisch-ungarischen Armee anlegen, an dem auch die Hütte liegt. Der Weg war ursprünglich aus militärischen Gründen für die Bewegung von Truppen erbaut worden.
Die 1974 errichtete Hütte war zunächst nur für Tagesgäste im Sommer ausgelegt. 1995 wurde sie komplett renoviert und es wurden Zimmer, Bar und Restaurant eingebaut.

## Übergänge
Die Friedrich-August-Hütte ist durch mehrere Wege mit anderen Hütten der Langkofelgruppe verbunden, so ist die Plattkofelhütte in ungefähr 1,5 Stunden zu erreichen, die Toni-Demetz-Hütte in circa 2 Stunden, die Langkofelhütte in circa 3,5 Stunden und das Rifugio Sandro Pertini in nur 35 Minuten.